# (365739) Peterbecker
(365739) Peterbecker est un astéroïde de la ceinture principale.

## Description
(365739) Peterbecker est un astéroïde de la ceinture principale. Il fut découvert le 15 septembre 2004 à Drebach par André Knöfel. Il présente une orbite caractérisée par un demi-grand axe de 3,03 UA, une excentricité de 0,09 et une inclinaison de 10,5° par rapport à l'écliptique.

## Compléments